# Schizopera jugurtha
Schizopera jugurtha är en kräftdjursart som först beskrevs av Blanchard och Richard.  Schizopera jugurtha ingår i släktet Schizopera och familjen Diosaccidae. Inga underarter finns listade i Catalogue of Life.